# KOrganizer
KOrganizerはKDEのシステム手帳である。これを使うとカレンダーや to do リストを管理できる。KOrganizerはKontactに組み込むことができる。